# Fédération britannique d'aviron
La Fédération britannique d'aviron (en anglais : British Rowing) est une association regroupant les clubs d'aviron du Royaume-Uni et organisant les compétitions nationales d'aviron au Royaume-Uni. Entre 1996 et 2018, David Tanner est le directeur de la performance de la fédération.